# Bulbophyllum minutum
Bulbophyllum minutum là một loài phong lan thuộc chi Bulbophyllum.